# Vườn quốc gia Morne Trois Pitons
Vườn quốc gia Morne Trois Pitons là một di sản thế giới thuộc đảo quốc Dominica, trong vùng biển Caribe. Được thành lập vào tháng 7 năm 1975, đây là vườn quốc gia hợp pháp đầu tiên được thành lập tại Dominica. Nó được đặt theo tên ngọn núi cao nhất trong vườn quốc gia, Morne Trois Pitons, (cao 1.342 mét, có nghĩa là núi ba đỉnh). Đây là một khu vực quan trọng của hoạt động núi lửa, bao gồm các thung lũng hoang vu, ao bùn sôi, các mạch nước phun, hồ nước nóng, hẻm núi Titou.

## Địa lý
Morne Trois Pitons nằm cách thị trấn Roseau 13 km về phía Đông, trong vùng cao nguyên Nam Trung Bộ của đảo Dominica, được hình thành bởi lớp trầm tích bazan còn lại của một ngọn núi lửa cũ. 
Cảnh quan được đặc trưng bởi các núi lửa với các sườn dốc và thung lũng sâu (nổi bật là thung lũng hoang vu), với các lỗ phun khí, suối nước nóng, ao bùn sôi, lỗ thông khí lưu huỳnh và hồ nước nóng. Đây là khu vực nhiều thứ hai trên thế giới về loại hình suối nước nóng và các lỗ phun khí sau Iceland. Vườn quốc gia là thượng nguồn của tất cả các con sông ở phía Nam hòn đảo, có những hồ nước ngọt, trong đó có hồ Boeri hình thành trên một miệng núi lửa đã tắt hình thành cách đây 25.000 - 30.000 năm.

## Thực vật
Vườn quốc gia có 5 thảm thực vật riêng biệt: Thảm thực vật núi cao (ở khu vực có độ cao từ 914 m trở lên, bao gồm các thực vật bị bao phủ bởi sương, mây mù, chịu độ lạnh và gió to bao gồm rêu, dương xỉ, cây bụi, địa y); Thảm thực vật chuyển giao sống trên sườn dốc (thực vật hạt trần); Rừng nhiệt đới cao; Rừng nhiệt đới thấp và Rừng nhiệt đới ẩm ở độ cao thấp nhất.

## Động vật
Vườn quốc gia có sự xuất hiện của ít nhất 7 loài động vật có vú, 50 loài chim, 12 loài bò sát và động vật lưỡng cư, 12 loài giáp xác. Động vật có vú bao gồm: thú có túi và Agouti, mèo rừng cùng các loài động vật gặm nhấm khác.
Chim bao gồm các loài vẹt như: Amazona imperialis, vẹt cổ đỏ Amazon. Bò sát trong vườn quốc gia này chủ yếu là các loài thằn lằn.

## Hình ảnh

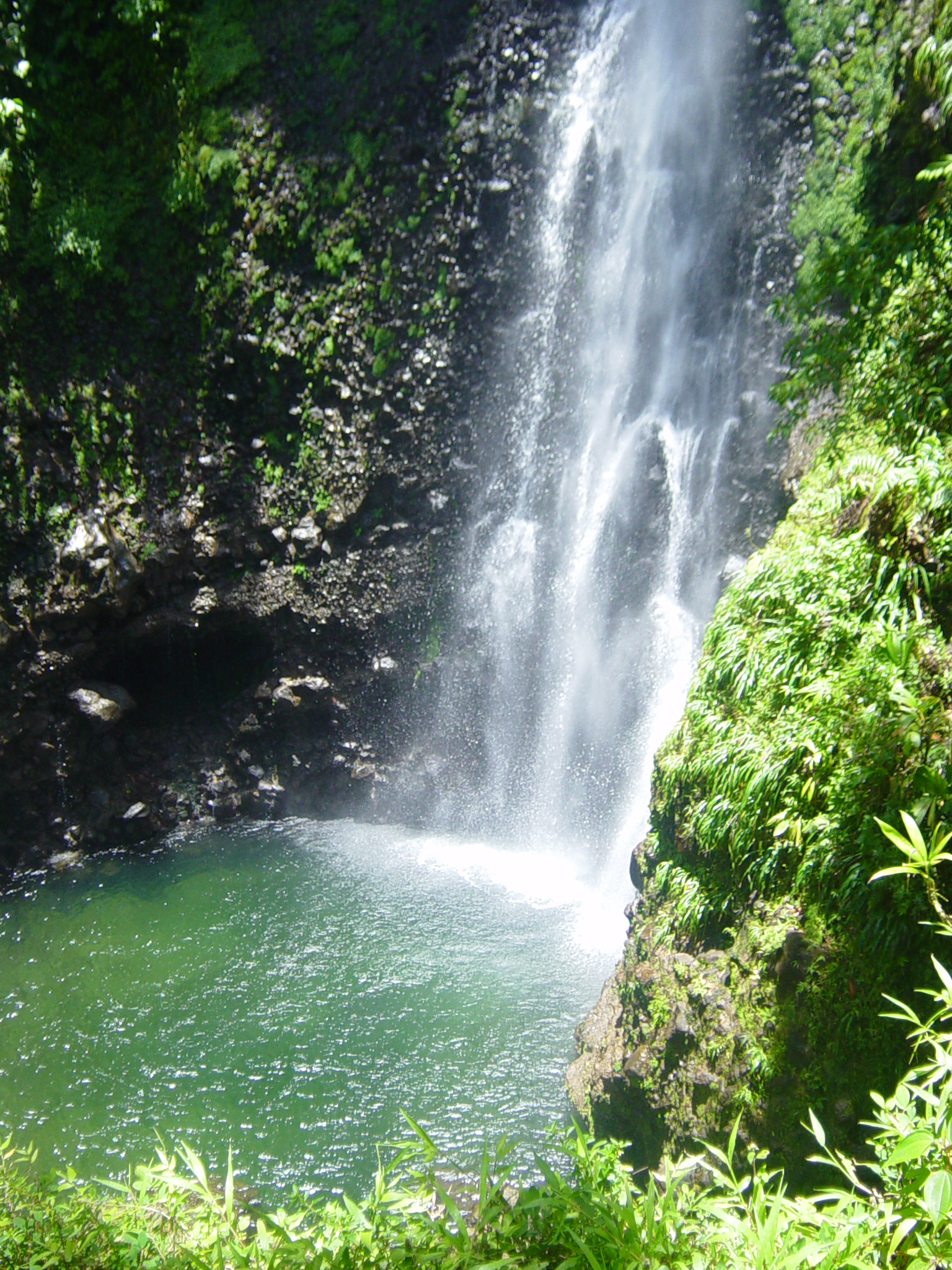
Thác nước Middleha
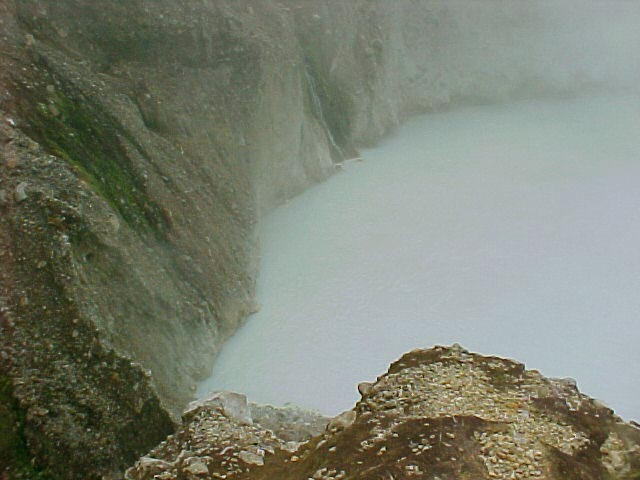
Hồ nước nóng
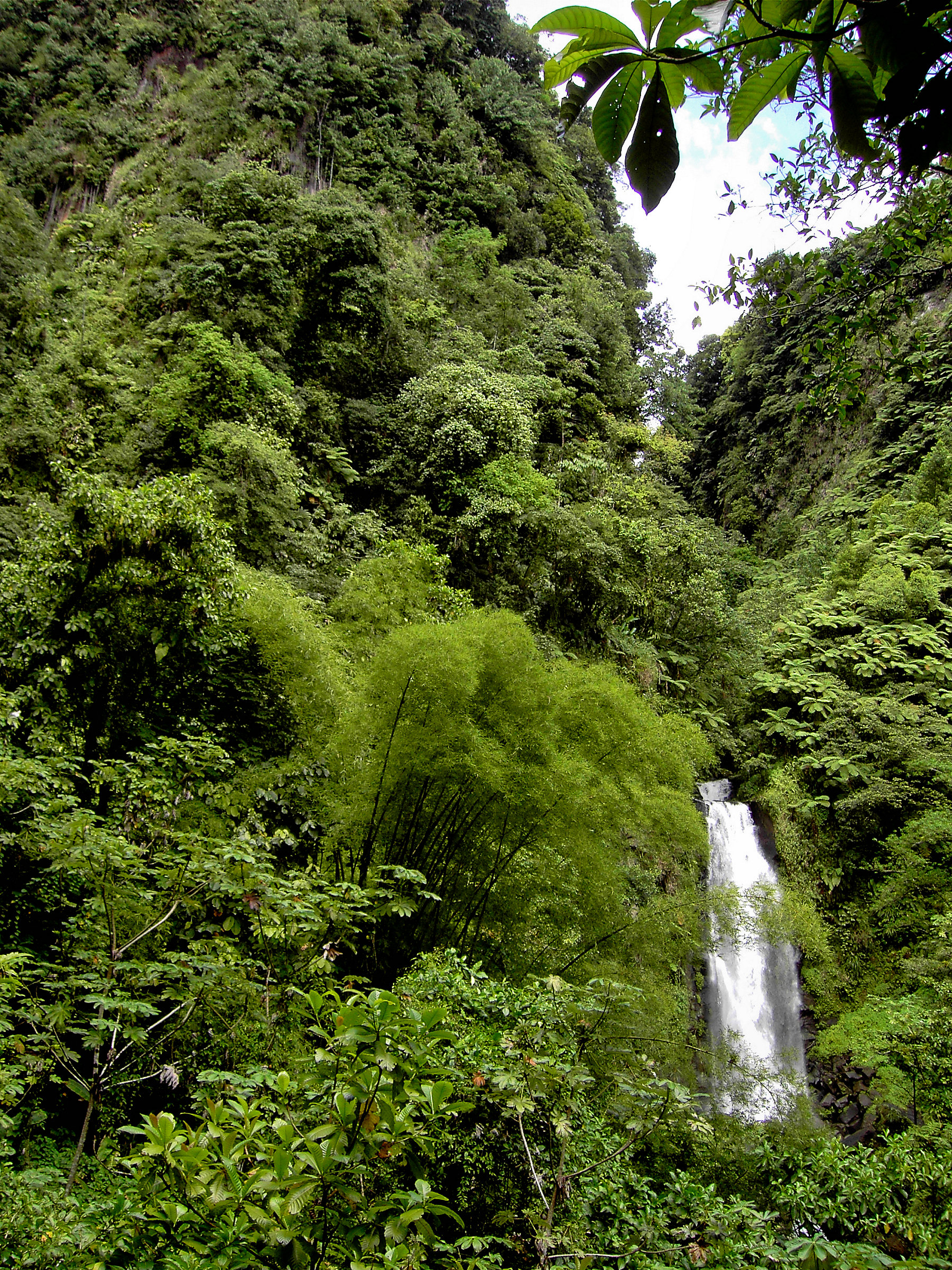
Thác Trafalgar
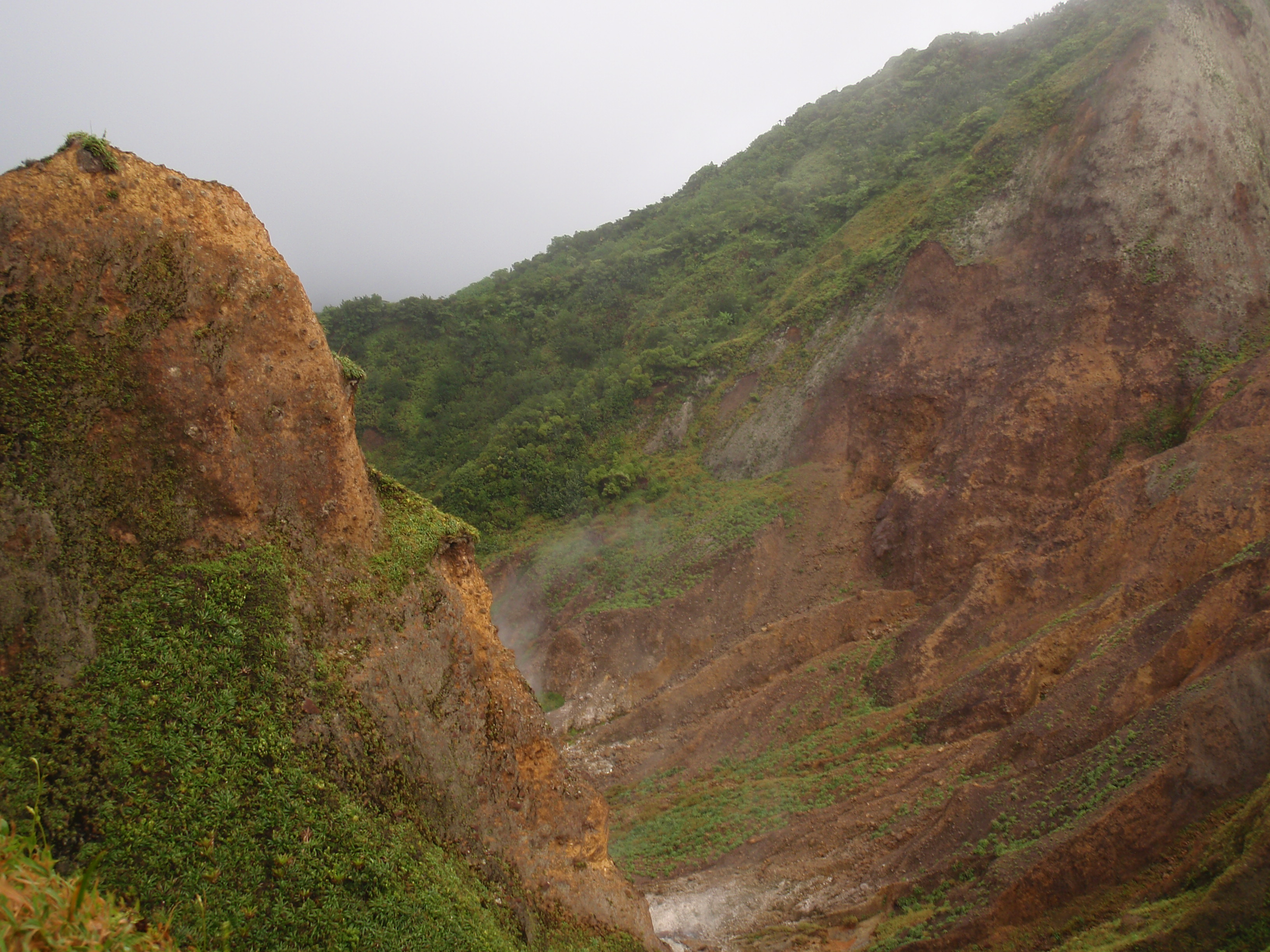
Thung lũng hoang vu